# Dictyna incredula
Dictyna incredula är en spindelart som beskrevs av Willis J. Gertsch och Davis 1937. Dictyna incredula ingår i släktet Dictyna och familjen kardarspindlar. Inga underarter finns listade i Catalogue of Life.